# Claude-Jules Duruof

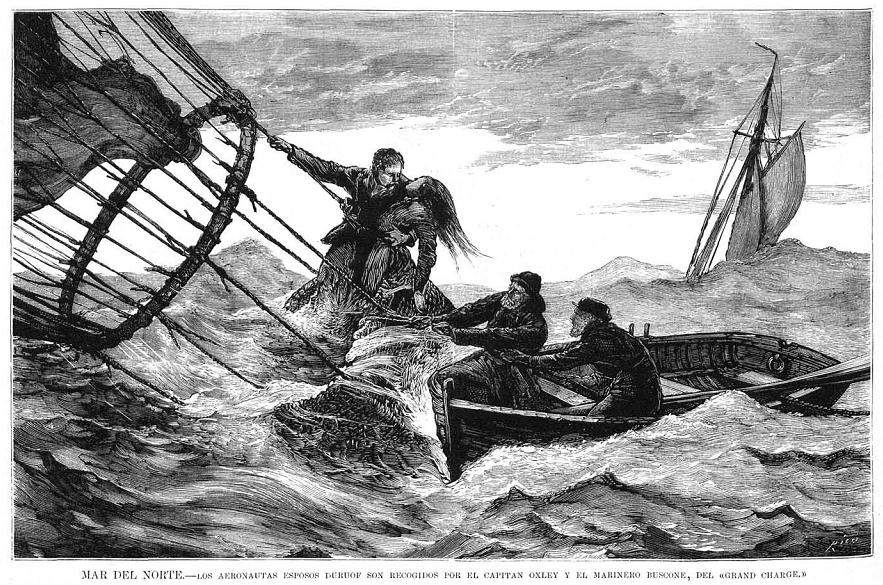
Jules Duruof

Claude Jules Dufour, dit Duruof, né faubourg Saint-Martin à Paris le 9 décembre 1841 et mort à Esquéhéries le 12 février 1898, est un aéronaute et ingénieur français. Il participe à la Commune de Paris.

## Biographie
Fils de Claude Dufour, un grognard de Napoléon, et de Rosalie Mabillote, il était un aéronaute forain avant le siège de Paris. Il construisait lui-même ses ballons et se déplaçait fréquemment par ce moyen en province.
Chargé par Germain Rampont, directeur général des Postes, avec Nadar, pendant le siège de Paris en 1870, de construire les ballons destinés à la poste aérienne, il prépara le ballon de 1 300 m3 avec lequel il s'était livré en 1868 à une ascension à Calais, avec le scientifique Gaston Tissandier.
Le 23 septembre 1870, à 8 heures du matin place Saint-Pierre, au pied de la butte Montmartre, Le Neptune décolle, après que Nadar eut crié Lâchez tout ! aux soldats tenant les cordes. Duruof était seul à bord, et 125 kg de lettres et dépêches destinées aux délégués du gouvernement repliés à Tours. Germain Rampont et les délégués du Gouvernement de la Défense nationale étaient présents. Ce vol marque la naissance de la poste aérienne.
Il franchit les lignes allemandes au-dessus de Versailles et descendit dans la banlieue d’Évreux.
En apprenant ce voyage, Bismarck s'écria : Ce n'est pas loyal !. Après avoir envisagé de considérer comme espions et de fusiller les aéronautes qui seraient faits prisonniers, il ne mit pas cette mesure à exécution.

Les Parisiens se réjouirent de cette première, tels Théophile Gautier : 

« L'ennemi qui crut enfermer les Parisiens dans un tombeau, les murer dans un sépulcre, n'a pu mettre de couvercle au caveau. Leur prison eut pour plafond le ciel et l'on n'investit pas le ciel. La noire fourmilière des envahisseurs n'a pu cerner l'azur. L'homme, délivré de l'antique pesanteur, a, grâce au ballon, les ailes de l'oiseau... »

Il fut plus tard poursuivi mais acquitté par un tribunal militaire pour avoir accepté de collaborer ensuite avec la Commune.
Il décède au hameau du Grand Wez, commune Esquéhéries le 12 février 1898